# Rito de Emulación

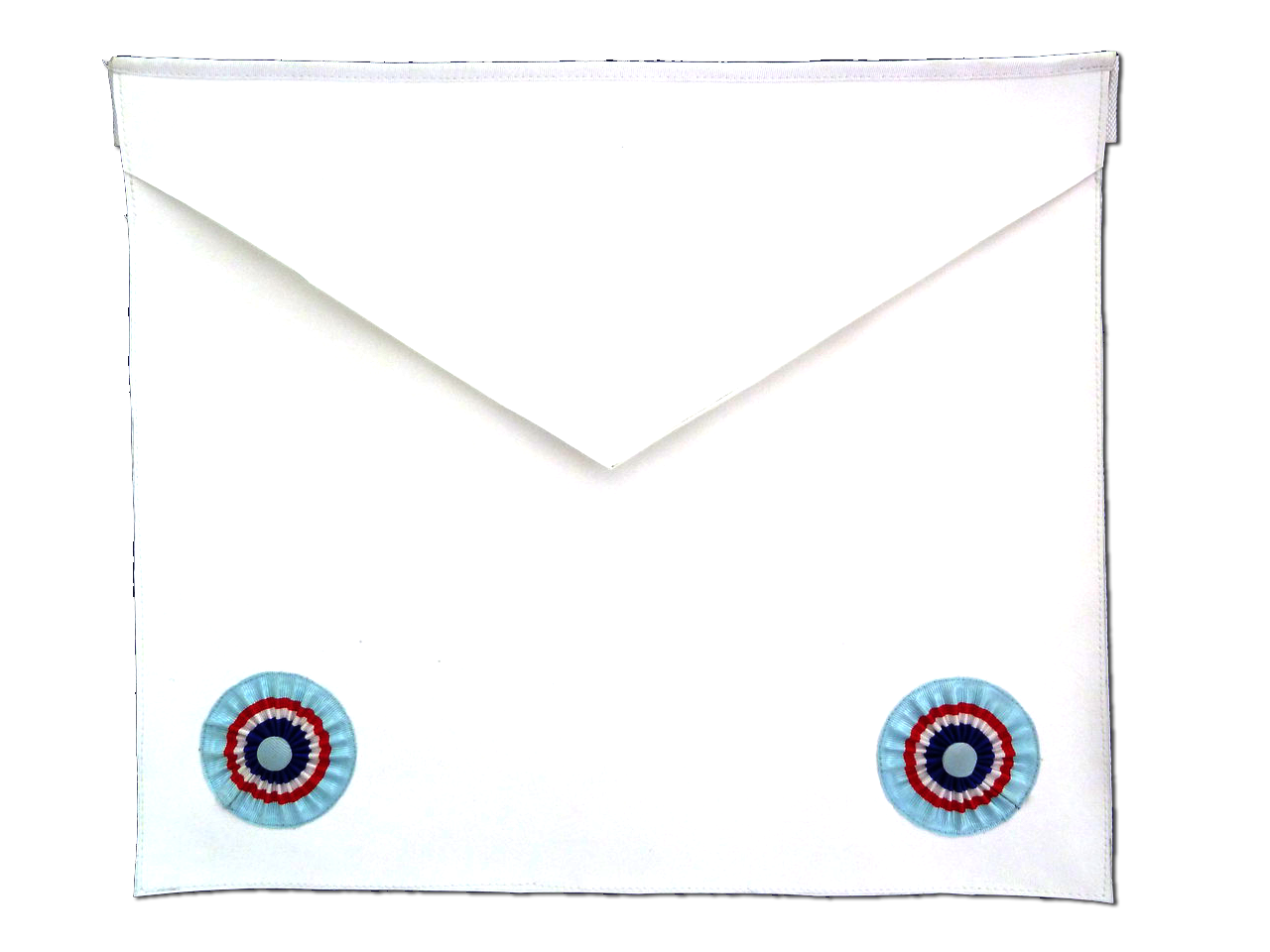
Delantal de Compañero Francés, en la Emulación del Rito Simbólico Inglés

El Ritual de Emulación es una de las muchas formas de practicar la francmasonería.

## Historia del Rito de Emulación
En 1717 se federaron cuatro Logias de Londres y Westminster para formar la Gran Logia de Inglaterra, dando origen a la época moderna de la masonería. Estas Logias trabajaban mediante la utilización de Ritos de transmisión exclusivamente oral, utilizados por los masones constructores de catedrales ya en los inicios de la Edad Media, siendo poquísimos los documentos que se conservan al respecto, debido a la tradición del secreto masónico. No es hasta 1823 cuando se crea en Inglaterra la Logia «Emulation Lodge of Improvement» con el fin de unificar y depurar los matices propios de este Ritual, la cual por primera vez imprime el «Ritual de Emulación» basado en las antiquísimas tradiciones de los masones de todos los tiempos siendo dicho texto aún hoy vigente, y no habiéndose modificado nunca, ni siquiera una coma.

## Características de los Iniciados en el Rito Emulación
El hermano iniciado en el Rito de Emulación se caracteriza por un especial apego al conocimiento y dominio del propio Ritual, dado que es este el que dibuja el marco y contenido de las Tenidas. Se puede definir este Rito como intimista ya que es a través de la Práctica y el estudio del Ritual que el Iniciado incorpora y reflexiona sobre los muchos mensajes contenidos en los textos de Apertura y Cierre de los «Trabajos» de la Logia, así como en los textos correspondientes a las ceremonias de iniciación, pase el segundo grado de Compañero y elevación al tercer grado de Maestro.

## Qué busca el Sistema de Emulación
El Rito de Emulación traza un camino a practicar, en un principio y aparentemente, sin la ayuda exterior del análisis y explicaciones provenientes de los demás hermanos. Hay que vivir el Ritual y las Tenidas. El trabajo masónico se representa como un psicodrama que deja una profunda huella en la mente y corazón del hermano, siempre que esté receptivo. A veces puede resultar desconcertante o difícil este camino para el hermano que espera obtener explicaciones de los más antiguos, al considerarlos más experimentados. Se le puede ayudar a identificar una parte de los «Landmarks» (Antiguos deberes, Usos y Costumbres) que deberá mantener, pero el camino es individual y personal, lo cual exige un esfuerzo introspectivo y de autocrítica intimista a los masones que practican el Rito de Emulación.
El trabajo del Venerable Maestro de la Logia (el que gobierna la Logia) y el de sus dos Vigilantes (ayudantes) tiene una primera prioridad en las Tenidas (reuniones) que se celebran en este Rito y que es la de saber escenificar y transmitir la esencia del Ritual y su simbolismo a los demás Hermanos.
Esto exige tres esfuerzos básicos:
1.- Entender la mecánica de los movimientos durante las Tenidas y poder guiar a los demás Hermanos menos experimentados.
2.- Entender y conocer suficientemente el significado de las diferentes frases, preguntas y respuestas del Ritual, para poder pronunciarlas libremente, con el tono y acento adecuados (preferiblemente de memoria) y poder escenificar los trabajos de modo fluido y natural.
3.- Vivir e interiorizar las Ceremonias.
De esta manera los demás hermanos también se sentirán inmersos en el Ritual y en cada reunión encontrarán frases y símbolos que les harán reflexionar, entender y profundizar en el mensaje del mismo. Solamente de esta manera se puede avanzar firmemente en nuestro Arte Masónico a través del Rito de Emulación, en sus grados de Aprendiz, Compañero y Maestro.

## Características especiales del Rito de Emulación
Sin embargo, a diferencia de otros Ritos, no todo el trabajo masónico se realiza exclusivamente durante la Tenida Abierta o reunión. En el Rito de Emulación cobra una excepcional importancia el ágape fraternal que sigue a la Tenida Abierta y que, de hecho, no concluye hasta que se celebra el último Brindis o «Brindis del Cubridor». El ágape, forma parte de la Tenida y por lo tanto tiene sus propias reglas. Su marco exterior son los brindis y el orden establecido del uso de la palabra de cada hermano. El marco interior lo conforman las palabras que aquel pronuncia, bajo la dirección del Director de Ceremonias y de acuerdo con el Venerable Maestro. Durante el ágape, todo miembro de la Logia puede y debe aportar opiniones y reflexiones susceptibles de enriquecer a los demás. No hay indicaciones previas sobre los temas de los «Trabajos» en el ágape, pero pueden significar, bien llevados, una gran ayuda para orientar a los Hermanos en el camino de ser un buen masón.

## Dónde se practica el Rito Emulación
Este rito es practicado en la mayor parte de los países donde existe la masonería. Es uno de los ritos más difundidos en el mundo. En realidad en el Sistema Emulación hay varias versiones y por consiguiente muchos ritos se derivan de este sistema. Muchas veces y muchos autores han confundido a los interesados en la masonería al apodar al Rito de emulación con el nombre de Rito de York (especialmente en los Estados Unidos de Norteamérica), es evidente que también existe un Rito que se llama "Antiguo Rito de York" pero que es distinto al "Rito de York"